# Bertreville
Bertreville ist eine französische Gemeinde mit 121 Einwohnern (Stand 1. Januar 2022) im Département Seine-Maritime in der Region Normandie (vor 2016 Haute-Normandie). Sie gehört zum Arrondissement Dieppe und zum Kanton Saint-Valery-en-Caux (bis 2015 Kanton Cany-Barville). Die Einwohner werden Bertrevillais genannt.

## Geographie
Bertreville liegt etwa 42 Kilometer südwestlich von Dieppe im Pays de Caux.

## Bevölkerungsentwicklung
| Jahr      | 1962 | 1968 | 1975 | 1982 | 1990 | 1999 | 2007 | 2014 |
| Einwohner | 92   | 78   | 57   | 73   | 98   | 95   | 100  | 118  |